# MIT 허가서
MIT 허가서(영어: MIT License, MIT 라이선스)는 매사추세츠 공과대학교(MIT)를 기원으로 하는 소프트웨어 라이선스 중 가장 대표적인 것이다. X11 License 또는 X License로 표기된다.

## 개요
MIT 허가서는 미국의 매사추세츠 공과대학교에서 자기 학교의 소프트웨어 공학도들을 돕기 위해 개발한 허가서이다. MIT 허가서를 따르는 소프트웨어를 개조한 제품을 반드시 오픈 소스로 배포해야 한다는 규정이 없으며, GNU 일반 공중 허가서(GPL)의 엄격함을 피하려는 사용자들에게 인기가 있다.
MIT 허가서는 GNU 일반 공중 허가서 등과 달리 카피 레프트는 아니며 오픈 소스 여부에 관계없이 재사용을 인정하고 있다. BSD 라이선스를 기초로 작성된 BSD계열 라이선스 중의 하나이다. 여러 가지 라이선스 중에서도 MIT 허가서는 매우 제한이 느슨한 라이선스라고 할 수 있다. 이 허가서를 따르는 대표적 소프트웨어로 Node.js, jQuery, Ruby on Rails,  X 윈도 시스템(X11) , 비주얼 스튜디오 코드 등이 있다.
때로는 "AS IS" End-User License Agreement(EULA)로 표기해 사용할 수도 있다. 그러나 이러한 형식은 BSD 라이선스와 구별이 가능하다.

## 특징
MIT 허가서는 다음과 같은 형식을 갖는다:
```
Copyright (c) <연도> <저작권 소유자>
```

```
Permission is hereby granted, free of charge, to any person
obtaining a copy of this software and associated documentation
files (the "Software"), to deal in the Software without
restriction, including without limitation the rights to use,
copy, modify, merge, publish, distribute, sublicense, and/or sell
copies of the Software, and to permit persons to whom the
Software is furnished to do so, subject to the following
conditions:
```

```
The above copyright notice and this permission notice shall be
included in all copies or substantial portions of the Software.
```

```
THE SOFTWARE IS PROVIDED "AS IS", WITHOUT WARRANTY OF ANY KIND,
EXPRESS OR IMPLIED, INCLUDING BUT NOT LIMITED TO THE WARRANTIES
OF MERCHANTABILITY, FITNESS FOR A PARTICULAR PURPOSE AND
NONINFRINGEMENT. IN NO EVENT SHALL THE AUTHORS OR COPYRIGHT
HOLDERS BE LIABLE FOR ANY CLAIM, DAMAGES OR OTHER LIABILITY,
WHETHER IN AN ACTION OF CONTRACT, TORT OR OTHERWISE, ARISING
FROM, OUT OF OR IN CONNECTION WITH THE SOFTWARE OR THE USE OR
OTHER DEALINGS IN THE SOFTWARE.
```

요약하면 MIT 허가서는 다음과 같은 라이선스이다.
1. 이 소프트웨어를 누구라도 무상으로 제한없이 취급해도 좋다. 단, 저작권 표시 및 이 허가 표시를 소프트웨어의 모든 복제물 또는 중요한 부분에 기재해야 한다.
2. 저자 또는 저작권자는 소프트웨어에 관해서 아무런 책임을 지지 않는다.

## 같이 보기
- 아파치 라이선스